# Pep Bonet
|  | Per a altres significats, vegeu «Pep Bonet Bertran». |

Pep Bonet és un director de cinema documental i fotoperiodista mallorquí especialitzat en fotoreportatge i cofundador de l'agència Noor. Conegut per les fotos del grup Motörhead, al qual va acompanyar durant set anys, Bonet també ha treballat la fotografia social al Tercer Món.
| « | Som un fotògraf documentalista, cosa que per a mi té es valor de poder reflectir sa realitat sense deixar de banda sa part creativa. | » |

## Biografia
Nascut a Colònia de Sant Jordi el 1974, entre els catorze i els vint-i-un anys en Bonet va ser windsurfista professional: als quinze anys es va traslladar a Tarifa per a estudiar el batxillerat i practicar l'esport; més tard va viure cinc mesos a Hawaii i va disputar el campionat del món de surf de vela, del qual en va ser dos pics campió. Després de fer el servei militar, va deixar el surf i va treballar com a cambrer a Mallorca ans d'anar-se'n a viure a Amsterdam: allà va decidir de tornar fotògraf en veure una exposició del fotògraf neerlandès Ed van der Elsken.

### Faith in Chaos
Bonet va viatjar per primera vegada a Sierra Leone el 2002 i va ser nomenat Fotògraf Jove de l'Any 2003 del Visa pour l'Image de Perpinyà; entre 2004 i 2006 va fer cinc viatges a Somàlia amb l'ONG Metges Sense Fronteres, dels quals van sorgir una exposició al Centre de Cultura Contemporània de Barcelona (Somalia: sobrevivir al olvido) i un llibre (Somalia: el rastro invisible, Fonart) amb més de setanta imatges; L'any 2005 va obtenir el premi W. Eugene Smith per Faith in Chaos, un work in progress sobre les conseqüències de la guerra civil de Sierra Leone (1991-2000): la sèrie One Goal, sobre al·lots amb amputació que juguen a futbol, li va reportar un segon premi World Press Photo l'any 2007.
| « | Primer vaig anar un any després des tractat de pau, per produir un assaig fotogràfic sobre la «fe» per la World Press Photo Masterclass. […] Hi vaig tornar tres pics per setmanes i, as capdavall, mesos, i vaig documentar sa lluita d'aquests al·lots. És una història que treu a sa llum un costat de Sierra Leone (i de l'Àfrica) que no veim massa sovint. | » |

### Röadkill
El 2008 la revista Rolling Stone, per a la qual havia col·laborat amb reportatges sobre els seus temes habituals, li oferí d'entrevistar un grup de música: en Bonet va triar els Motörhead, dels quals era fan des de nin. Encara que a la revista no li interessava el grup, li'n van facilitar el contacte: a l'octubre del mateix any, Bonet es traslladà al Regne Unit i va llogar un cotxe per a seguir-los de gira per Anglaterra durant dues setmanes, fins que el guitarrista, Phil Campbell, li va oferir de muntar a l'autobús dels músics. 
| « | El meu somni era conèixer as Motörhead; es meu malson, seguir-los. | » |

Acabat el treball, la qualitat de les fotos feu que Rolling Stone acceptàs publicar-ho i enviàs un dels seus millors redactors a entrevistar el fundador del grup, Lemmy Kilmister: el reportatge de vuit planes, intitulat The Vampire of Sunset Strip («el vampir de Sunset Strip»), va ser publicat en totes les edicions internacionals de la revista, la qual cosa agradà al grup, ja que no acostumaven a aparèixer-hi.
L'any següent els acompanyà per Argentina, Brasil i Colòmbia com a roadie d'en Campbell per a què els acompanyàs a tots els llocs com a membre de la banda. El 2010 va començar a maquetar un llibre amb les fotos d'aqueixos anys amb la idea d'editar-lo en gran format, però al final el van publicar amb enquadernació en rústica per a vendre'n als concerts: publicat per Fonart, Röadkill conté cent seixanta-tres fotografies dels dos anys de gira en què els va acompanyar fins a la gravació del disc The Wörld Is Yours a Los Angeles, amb texts dels músics Brian May, Lemmy, Nicko McBrain i Slash.

### Projectes recents
Bonet també ha documentat l'ús dels microcrèdits per part de dones a Bangladesh, Burkina Faso, les Filipines, Guatemala, el Marroc o el Perú: el doll començà el 2010 a l'Amèrica del Sud amb l'ONG Treball Solidari i es va exposar l'1 de maig del 2012 al Casal Solleric. El mateix any va ser enviat a Brasil per a treballar el tema de la SIDA, però en conéixer uns transvestits va reenfocar el seu treball cap a l'àmbit LGTB.
El 2013 va tornar a guanyar el World Press Photo en la categoria de Curt en Línia amb el teaser trailer del documental Into the Shadows i va exposar les fotos pertanyents a One Goal en Es Baluard i les d'una nova sèrie sobre comunitats agrícoles de Bolívia i Tanzània, Justicia Alimentaria. Sembrando esperanza, al CaixaForum Palma; també va inaugurar la desena edició del festival de documental Dokufest a Prizren amb l'exposició de One Goal i un taller d'en Pep amb dotze fotògrafs kosovars. L'any 2014 va publicar el llibre We the People of Wacken, amb fotos del públic assistent al festival de música heavy metal Wacken Open Air.
El 2015 va estrenar el documental Forced: Child labour and explotation in Bangladesh, un curt de ficció i va realitzar son primer videoclip, gravat a Mallorca, per a la cançó de Motörhead When the Sky Comes Looking for You, però la mort d'en Lemmy a finals d'any va deixar en suspens la producció d'un documental sobre el quarantè aniversari del grup i la reedició del llibre Röadkill amb més fotos i textos, major format i un títol nou, Victory or Die.
L'any 2016 va estrenar Motherland, un curtmetratge documental sobre la crisi de Crimea rodat durant deu dies a Sebastòpol i protagonitzat per dos crimeans que es dediquen a exhumar soldats de la Segona Guerra Mundial per a oferir-los un soterrar digne; en Bonet va publicar també un com-s'ha-fet del curt.

## Obra

### Exposicions
| A.   | Títol                                    | Lloc (i espai)                            |
| ---- | ---------------------------------------- | ----------------------------------------- |
| 2004 | Faith in Chaos                           | Milà (Galleria Grazia Neri)               |
| 2004 | Faith in Chaos                           | Colònia (Visual Gallery Photokina)        |
| 2008 | Noor, une agence de photographes         | Gentilly (Maison Robert Doisneau)         |
| 2009 | NOOR: conflicts of interest              | Dubrovnik (War Photo Limited)             |
| 2010 | Consequences by NOOR                     | Istanbul                                  |
| 2011 | Consequences by NOOR                     | Roma (10b Photography Gallery)            |
| 2011 |                                          | Angkor (Angkor Photo Festival)            |
| 2012 | Röadkill                                 | Madrid (Mondo Galería)                    |
| 2013 | Solutions: photographes de l'agence Noor | Gentilly (Maison Robert Doisneau)         |
| 2014 | Putain de Guerre…                        | Charleroi (Museé des Beaux Arts)          |
| 2014 | Festival PhotOn                          | València (Institut Valencià d'Art Modern) |
| 2015 | Heaven & Hell                            | Colònia (Michael Horbach Stiftung)        |
| 2015 | Cuba im Blick: drei Ausstellungen        | Colònia (Michael Horbach Stiftung)        |

### Videografia
| A.   | Títol                                              | Gènere       | Durada |
| ---- | -------------------------------------------------- | ------------ | ------ |
| 2015 | When the Sky Comes Looking for You                 | videoclip    | 05'    |
| 2015 | Forced: Child labour and explotation in Bangladesh | documental   | 24'    |
| 2015 | Ponerse al día                                     | curtmetratge | 15'    |
| 2016 | Motherland                                         | curtmetratge | 20'    |
| 2016 | Motherland. Behind the scenes                      | com-s'ha-fet | 03'    |